# Zuidwestelijk Front

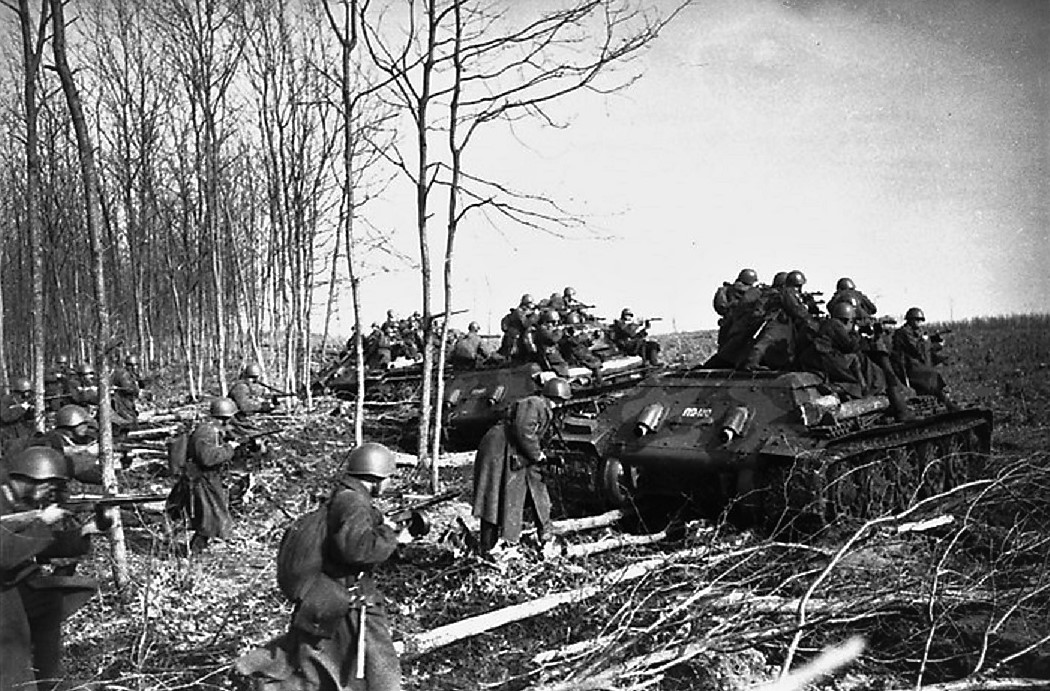
Tanks in mei 1942

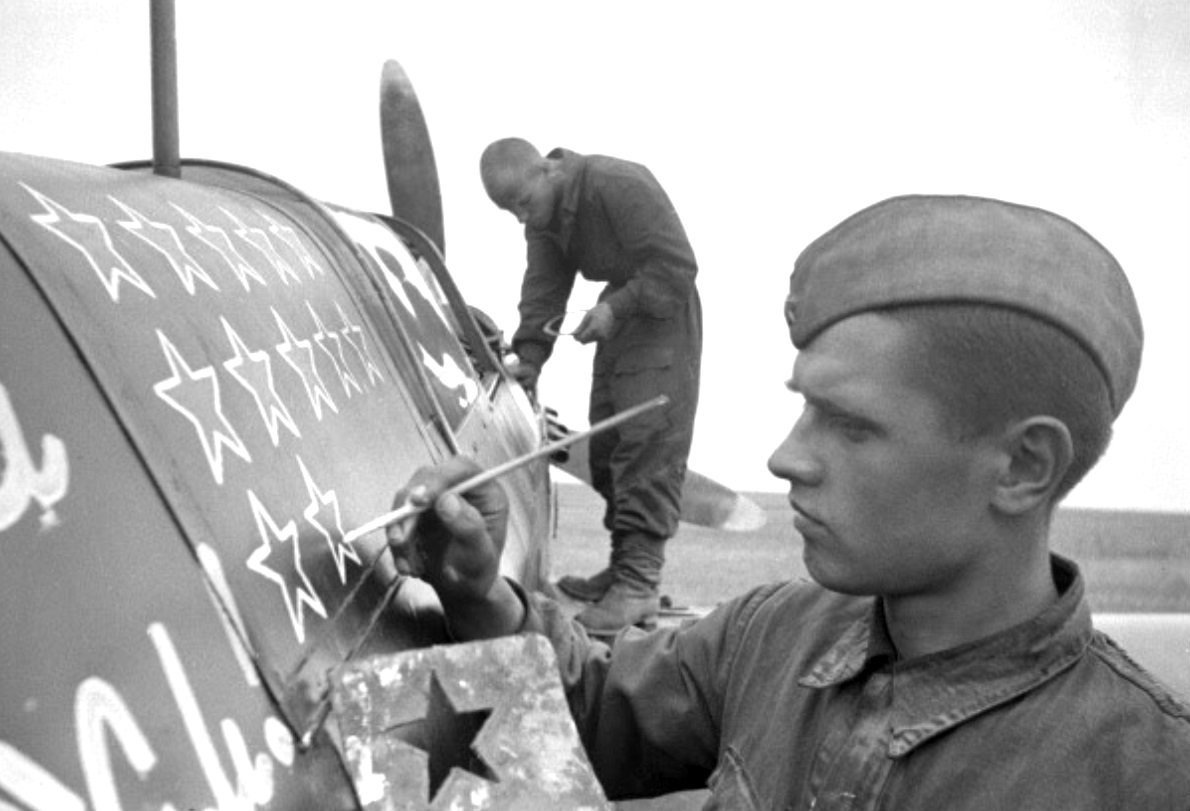
Een ster per neergeschoten Duits vliegtuig

Het Zuidwestelijk Front (Russisch: Ю́го-За́падный фро́нт) was een legergroep (front) van het Rode Leger (Sovjet-Unie) die in de Tweede Wereldoorlog Oekraïne en Moskou verdedigde tegen de Duitse Inval in de Sovjet-Unie.

## 22 juni 1941 – 12 juli 1942
Het front werd op 22 juni 1941 opgericht vanuit het militair district Kiev.
De westelijke grens van het front strekte zich in juni 1941 uit over 865 km  van de Pripjat (rivier) en de stad Włodawa tot de Proet rivier en de stad Lipcani aan de Roemeense grens.
Het front vocht tussen het Westelijk Front in het noorden aan de grens met Litouwen en het Zuidelijk Front in het zuiden bij Odessa aan de Zwarte Zee.

### Commandanten
- kolonel-generaal Michail Kirponos: 22 juni 1941 – 20 september 1941: gesneuveld
- maarschalk Semjon Timosjenko: 20 september 1941 – december 1941
- luitenant-generaal Fjodor Kostenko: december 1941 – april 1942
- maarschalk Semjon Timosjenko: april 1942 – 12 juli 1942

### Slagorde
Het Front omvatte het 5e, 6e, 26e en 12e Leger aan de grenzen met Polen en Roemenië met het 16e en 19e Leger erachter als reserve.

### Veldslagen
Het Zuidwestelijk Front verdedigde tegen Heeresgruppe Süd in Operatie Barbarossa.
Het front vocht vertragende tankslagen bij Doebno, Loetsk en Brody.
Het front werd in augustus en september omsingeld en vernietigd in de Slag om Oeman en de Slag om Kiev (1941), waarbij kolonel-generaal Kirponos op 20 september 1941 sneuvelde.
Overlevenden trokken zich terug ten oosten van Koersk, Charkov en Izjoem en daar kwamen nieuwe rekruten erbij.
Op 7 november 1941 paradeerden de troepen te Voronezj.
In december 1941 vocht het front bij Jelets.
Op 12 juli 1942 werd het front ontbonden. De 9e, 28e, 29e en 57e Legers gingen over naar het Stalingrad Front en het 21e Leger en het 8e Luchtleger gingen over naar het Zuidelijk Front.

## 25 oktober 1942 – 20 oktober 1943
Het front werd op 25 oktober 1942 opnieuw gevormd.

### Commandanten
- kolonel-generaal Nikolaj Vatoetin: 25 oktober 1942 – maart 1943
- kolonel-generaal Rodion Malinovski: maart 1943 – 22 oktober 1943

### Slagorde
- 21e Leger
- 63e Leger
- 1e Gardeleger
- 3e Gardeleger
- 5e Tankleger
- 17e Luchtleger
- 5e Stoottroepenleger
- 6e Leger
- 12e Leger
- 46e Leger
- 57e Leger
- 62e Leger
- 8e Gardeleger
- 3e Tankleger
- 2e Luchtleger

### Veldslagen
Het front vocht in Operatie Uranus.
Het front vocht bij Srednedonska, Ostrogozjsk-Rossosjansk.
Het front vocht in de Derde Slag om Charkov en vocht bij Izjoem, Barvinkove, in de Donbass en bij Zaporizja.
Het front ging op 22 oktober 1943 op in het 3e Oekraïense Front met een nieuw doel: Oekraïne bevrijden.